# Escuela Superior de Química, Física y Electrónica de Lyon

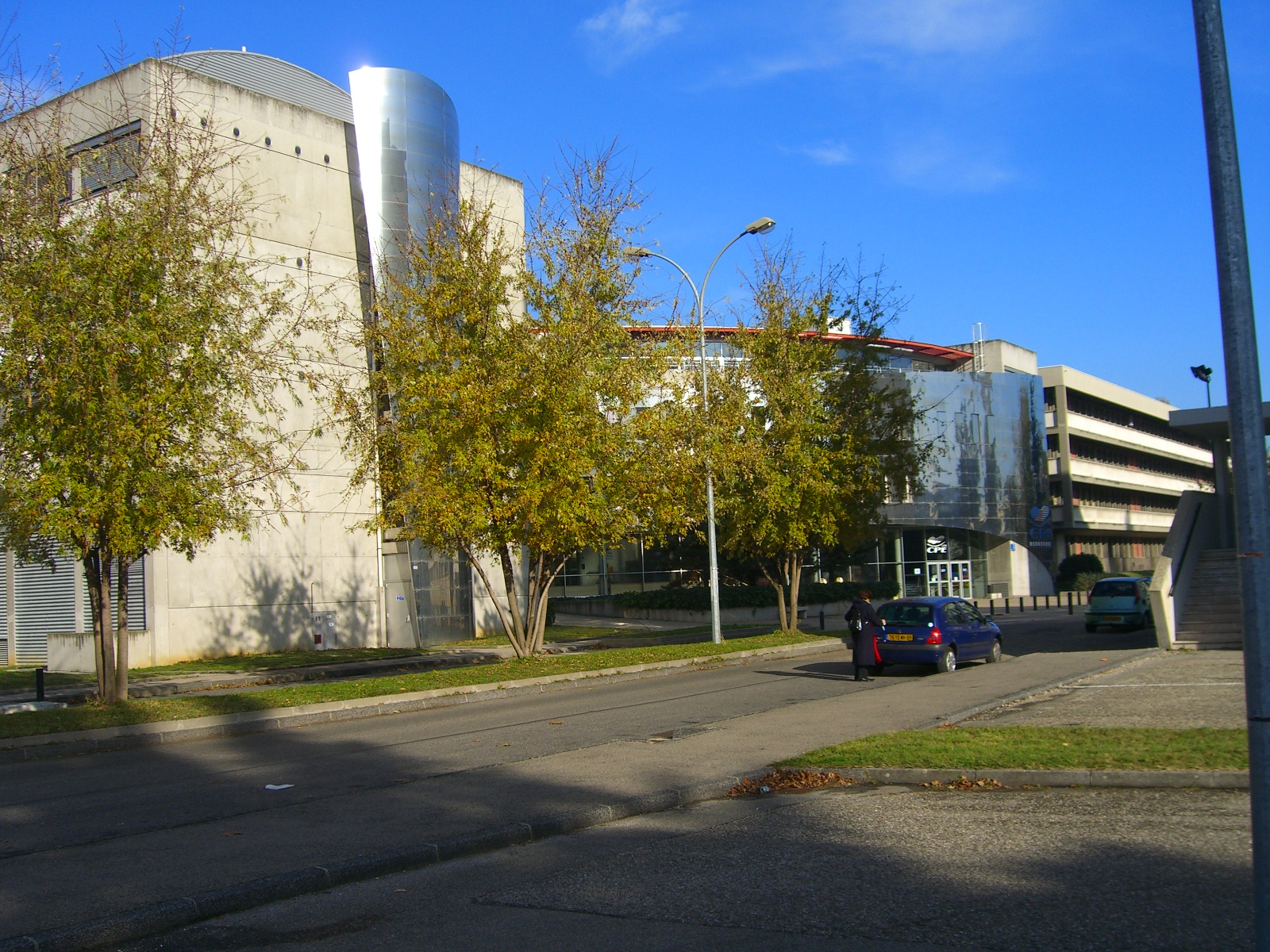
Fachada de la escuela superior.

La Escuela Superior de Química, Física y Electrónica de Lyon, también conocida como CPE Lyon (en francés, École supérieure de chimie, physique, électronique de Lyon), es una escuela de ingenieros de Francia.
Está ubicado en Villeurbanne, campus Universidad Claude Bernard-Lyon I. También es miembro de la conferencia de grandes écoles. Forma principalmente ingenieros generalistas de muy alto nivel, destinados principalmente para el empleo en las empresas.

## Graduados famosos
- Yves Chauvin, un químico francés galardonado con el Premio Nobel de Química del año 2005[3]
- Jean Jouzel, un glaciólogo y climatólogo francés